# Party (bài hát của Girls' Generation)
"Party" (tạm dịch: Liên hoan) là ca khúc thu âm bởi nhóm nhạc nữ Hàn Quốc Girls' Generation. Nó được phát hành kỹ thuật số vào 7 tháng 7 năm 2015 bởi SM Entertainment.

## Bối cảnh
"Party" được phát hành phân phối trực tuyến bởi SM Entertainment vào 7 tháng 7 năm 2015.

## Sáng tác
"Party" được mô tả như một ca khúc electropop bởi Jeff Benjamin từ Billboard. Ca khúc được so sánh với đĩa đơn "California Gurls" (2010) của Katy Perry và đĩa đơn "Get Lucky" (2014) của Daft Punk.

## Danh sách bài hát
Tải kĩ thuật số
1. "Party" – 3:13
2. "Check" – 3:26
3. "Party" (instrumental) – 3:13

## Xếp hạng
| Bảng xếp hạng (2015)                          | Vị trí cao nhất |
| --------------------------------------------- | --------------- |
| Hàn Quốc (Bảng xếp hạng kỹ thuật số của Gaon) | 1               |
| Hàn Quốc (Bảng xếp hạng album của Gaon)       | 2               |
| Nhật Bản (Billboard Japan Hot 100)            | 10              |
| Hoa Kỳ World Digital Songs (Billboard)        | 4               |